# کلیسای جامع سنت آلبنز
کلیسای جامع سنت آلبنز (انگلیسی: St Albans Cathedral) یک کلیسای جامع در شهر سنت آلبنز، انگلستان است.
این کلیسا در سال ۷۹۳ میلادی بنیان‌گذاری شده اما در سال‌های ۱۰۷۷ و ۱۸۹۳ مورد بازسازی قرار گرفته و به طرح کلیسای کنونی ساخته شده‌است، کلیسای سنت آلبنز دارای ۱۶۷ متر طول و یک برج به ارتفاع ۴۳٫۹ متر می‌باشد.

## نگارخانه

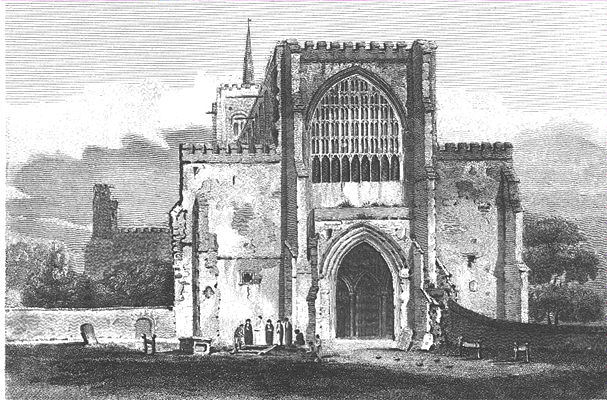
۱۸۰۵
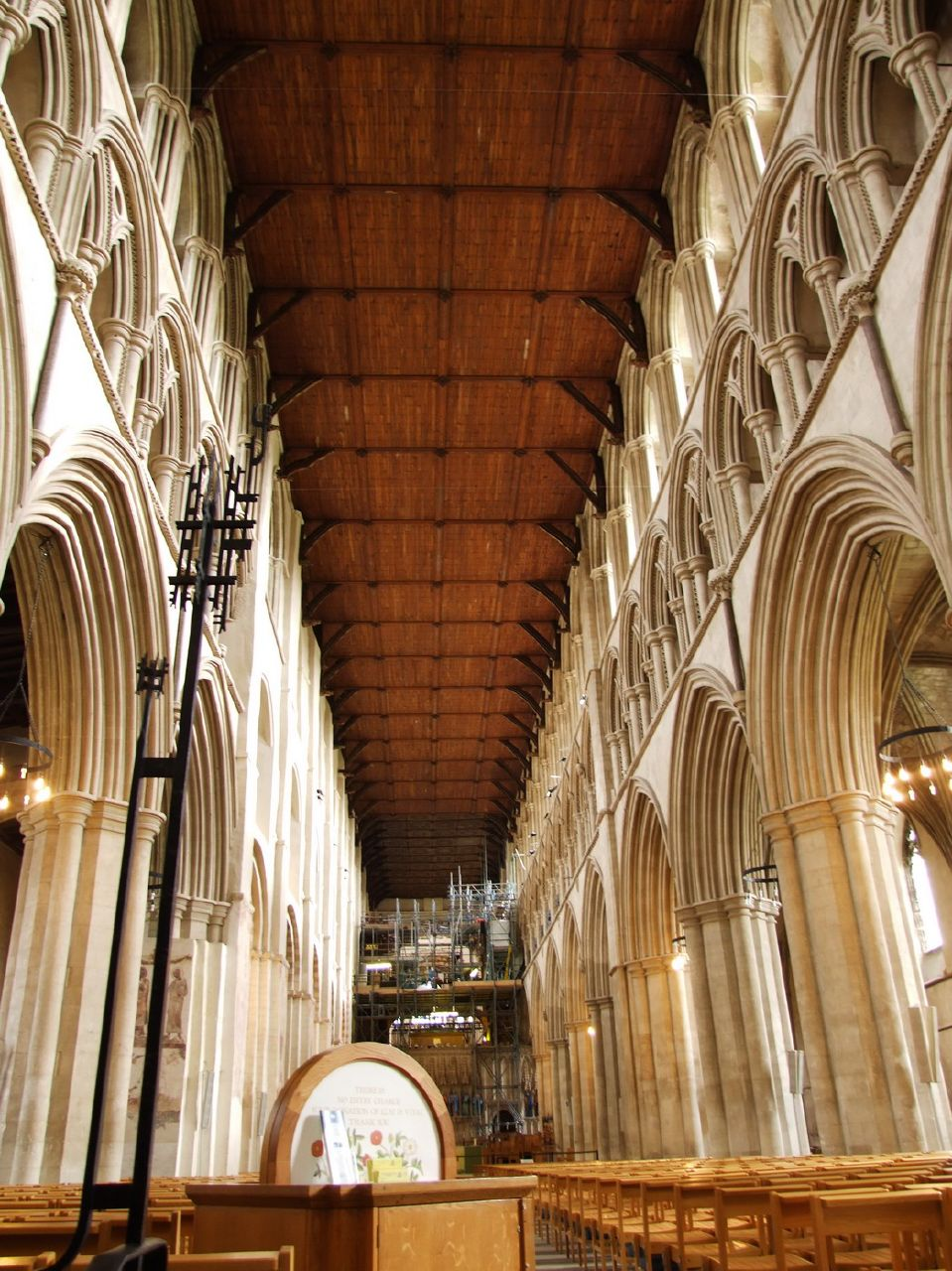
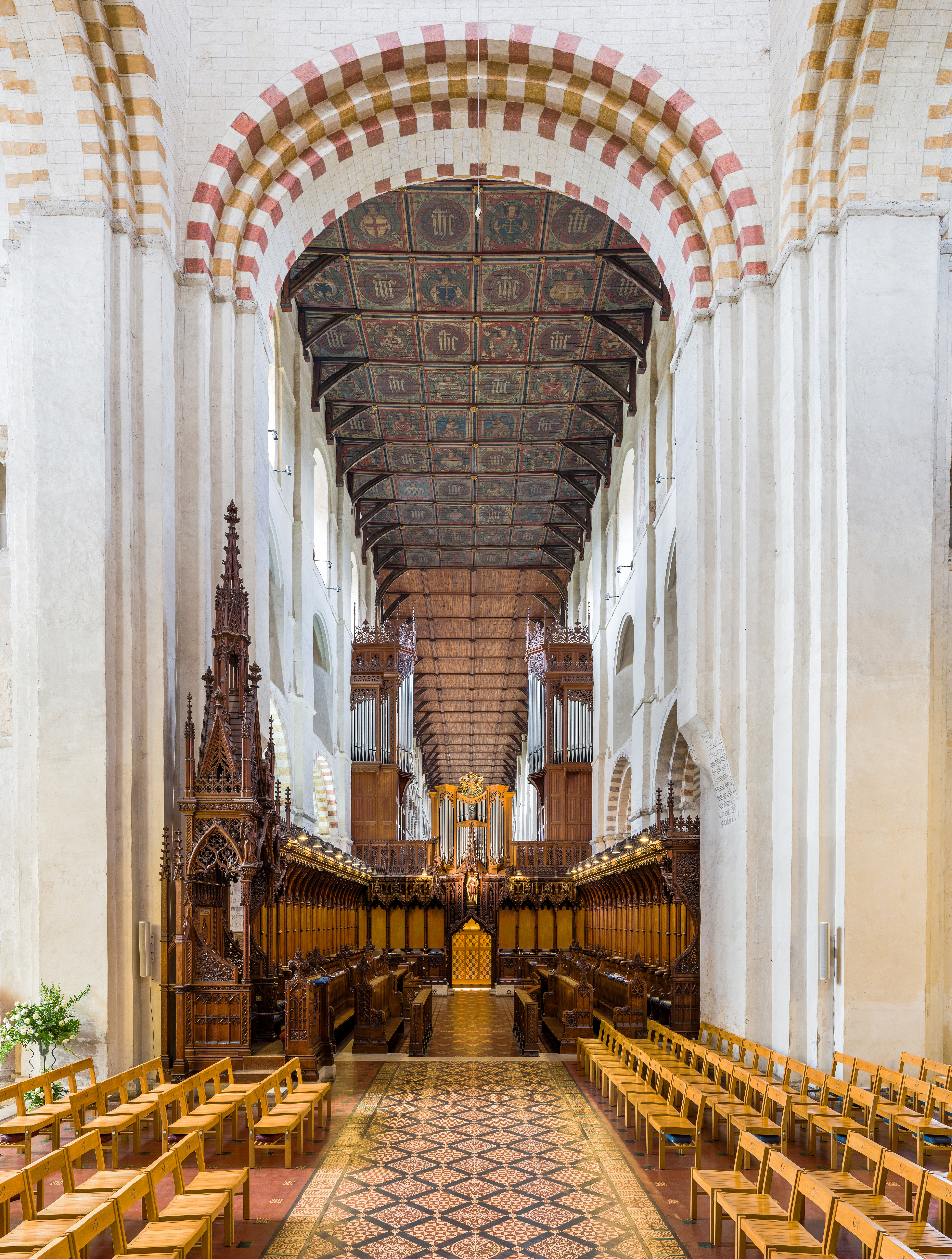
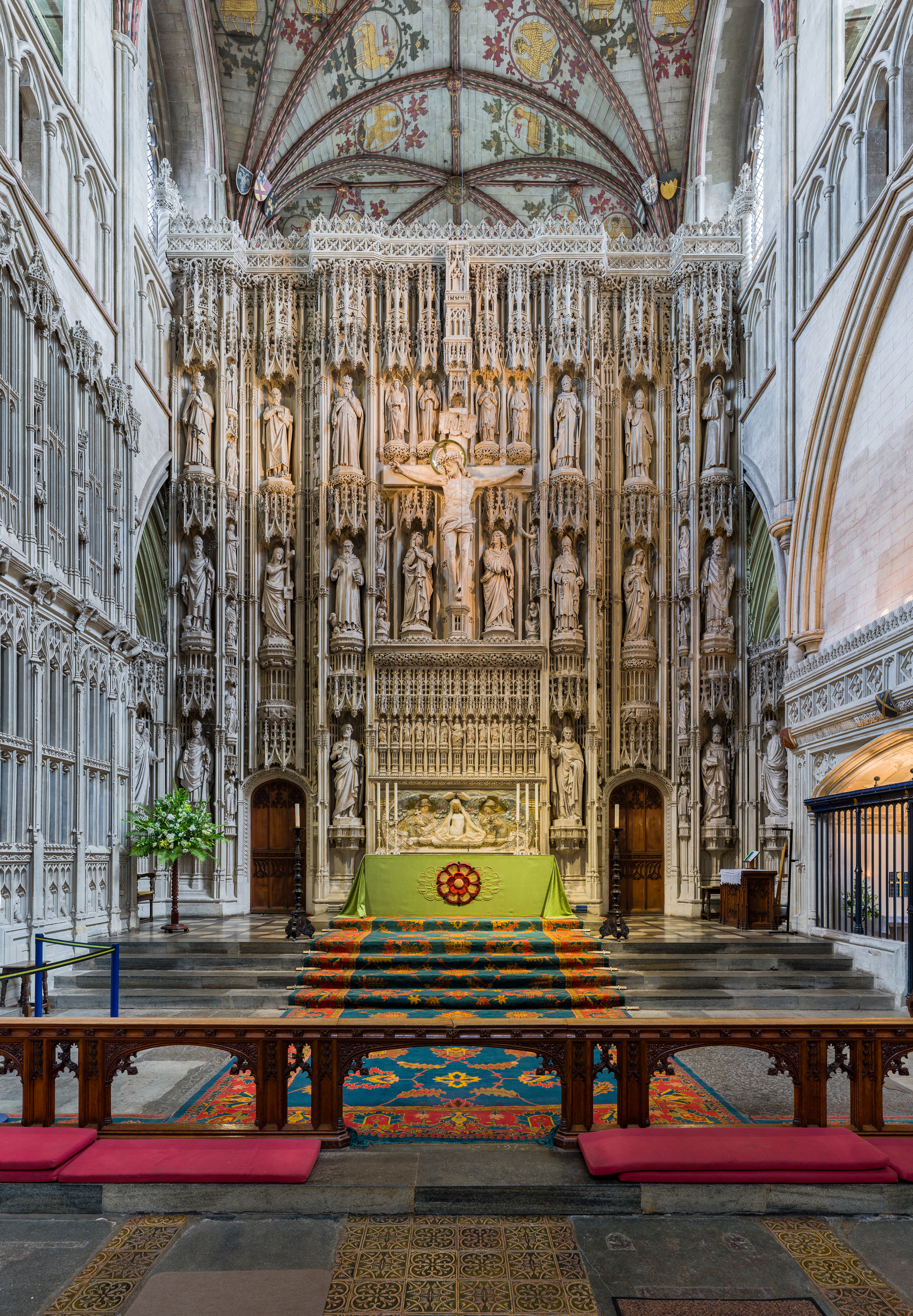
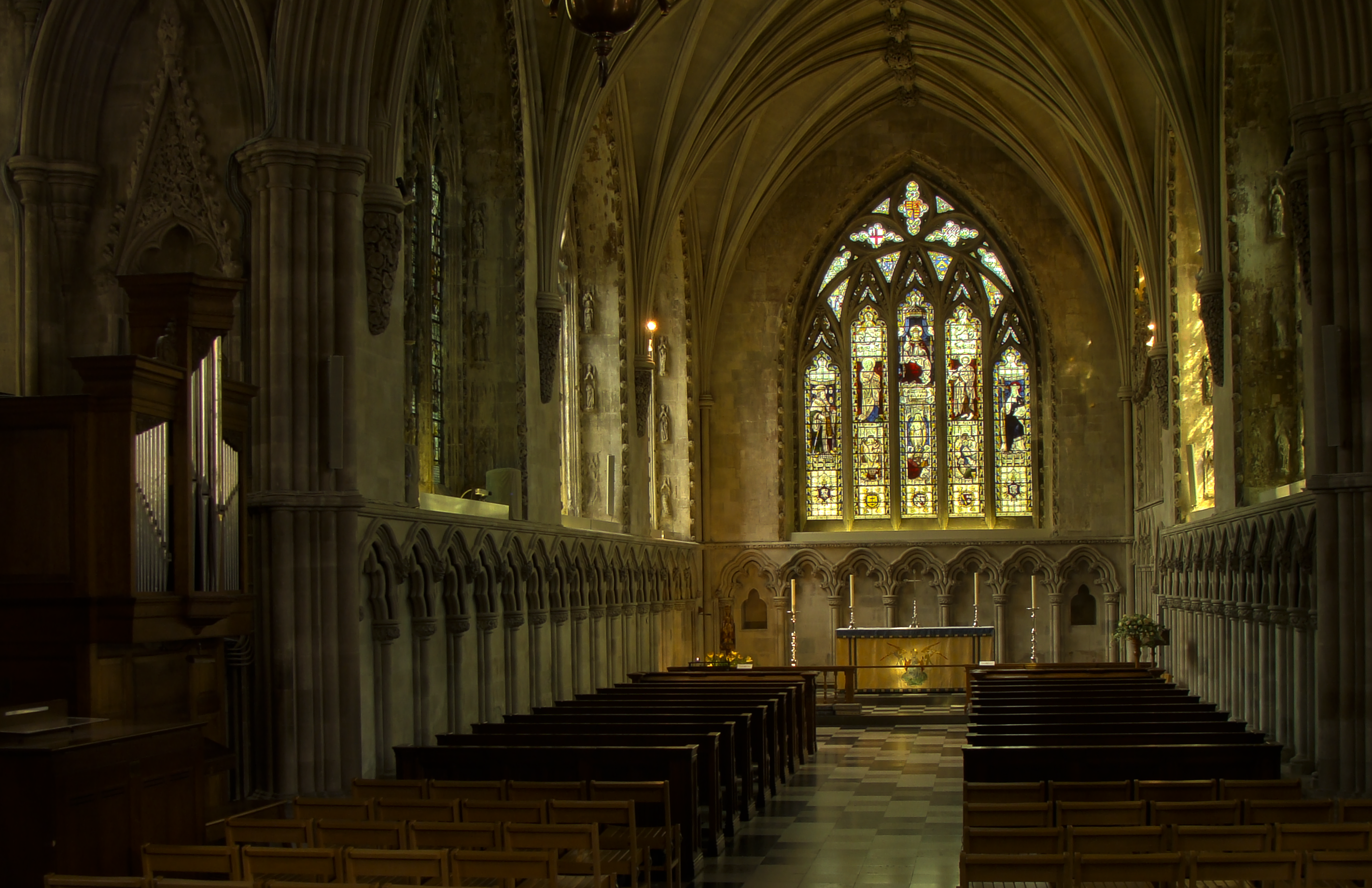
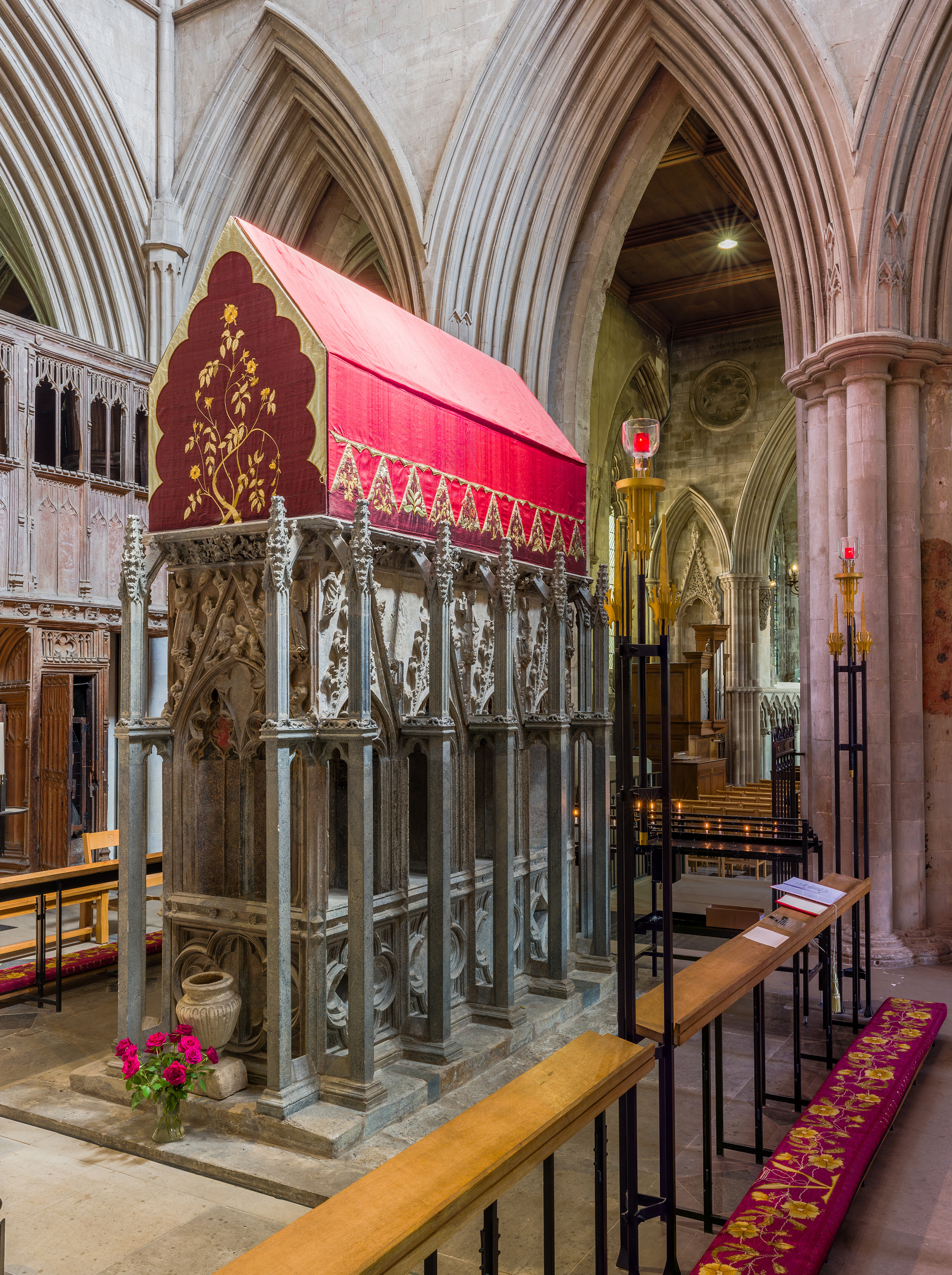
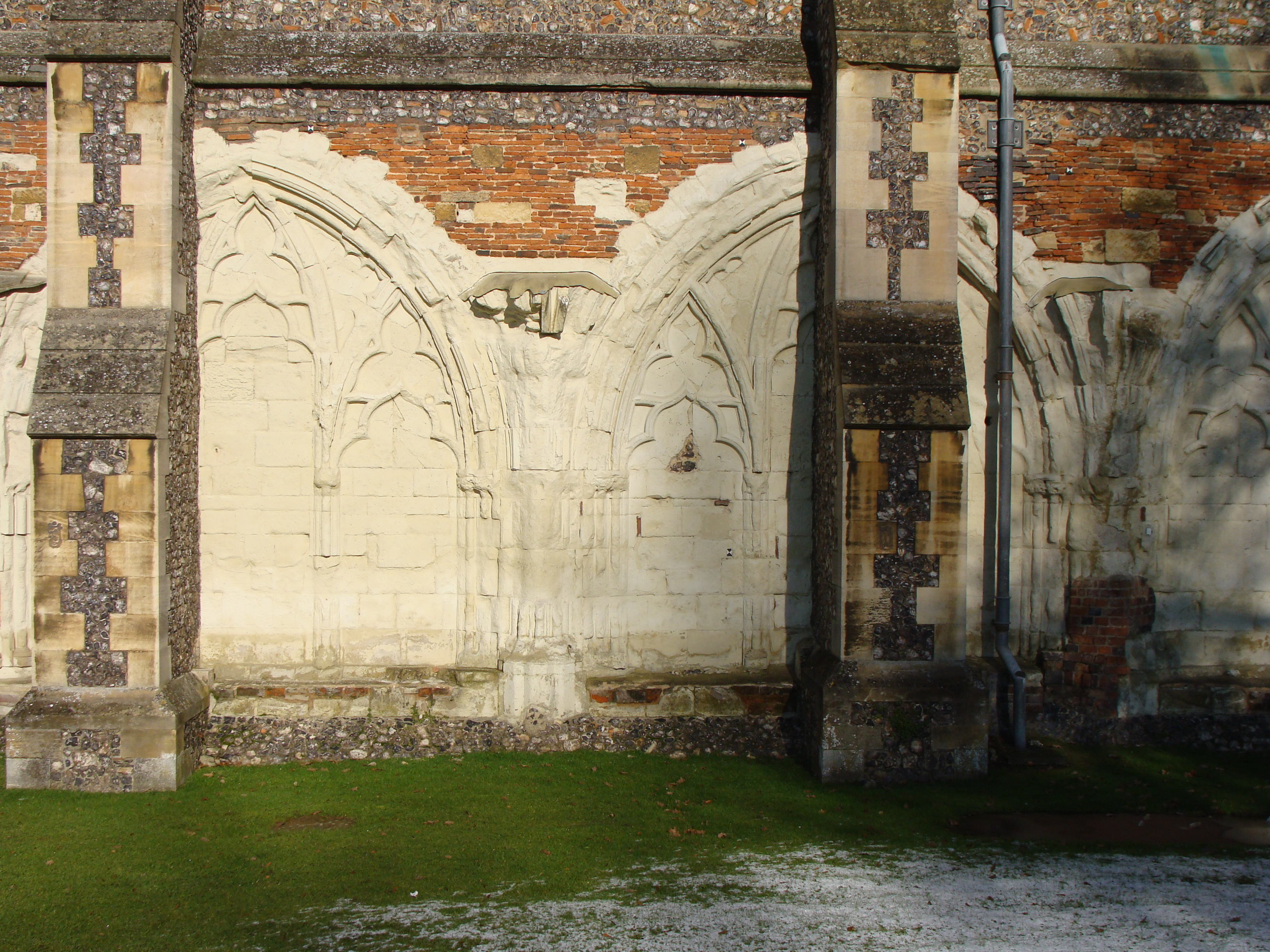